# 1111
Năm 1111  trong lịch Julius và bắt đầu bằng ngày Thứ Hai.

## Mất
- Al-Ghazali